# Natalja Soboleva
Natalja Andrejevna Soboleva (Tasjtagol, 11 december 1995) is een Russische snowboardster. Ze vertegenwoordigde haar vaderland op de Olympische Winterspelen 2014 in Sotsji. Ze nam onder olympische vlag deel aan de Olympische Winterspelen 2018 in Pyeongchang. Ze is de zus van snowboarder Andrej Sobolev.

## Carrière
Soboleva maakte haar wereldbekerdebuut in maart 2011 in Moskou. In oktober 2011 scoorde de Russin in Landgraaf haar eerste wereldbekerpunten. In januari 2013 behaalde ze in Bad Gastein haar eerste toptienklassering in een wereldbekerwedstrijd. Op de FIS wereldkampioenschappen snowboarden 2013 in Stoneham eindigde Soboleva als zevende op de parallelslalom. Tijdens de Olympische Winterspelen van 2014 in Sotsji eindigde de Russin als vijftiende op de parallelslalom, op de parallelreuzenslalom werd ze gediskwalificeerd.
In Kreischberg nam ze deel aan de FIS wereldkampioenschappen snowboarden 2015. Op dit toernooi eindigde ze als twaalfde op de parallelslalom en als twintigste op de parallelreuzenslalom. Op de FIS wereldkampioenschappen snowboarden 2017 in de Spaanse Sierra Nevada eindigde Soboleva als achttiende op de parallelslalom. In december 2017 stond de Russin in Cortina d'Ampezzo voor de eerste maal in haar carrière op het podium van een wereldbekerwedstrijd. Tijdens de Olympische Winterspelen van 2018 in Pyeongchang eindigde ze als negentiende op de parallelreuzenslalom.

## Resultaten

### Olympische Winterspelen
| Jaar | Plaats      | Resultaten                                  |
| ---- | ----------- | ------------------------------------------- |
| 2014 | Sotsji      | 15e Parallelslalom DSQ Parallelreuzenslalom |
| 2018 | Pyeongchang | 19e Parallelreuzenslalom                    |

### Wereldkampioenschappen
| Jaar | Plaats        | Resultaten                                  |
| ---- | ------------- | ------------------------------------------- |
| 2013 | Stoneham      | 7e Parallelslalom                           |
| 2015 | Kreischbefg   | 12e Parallelslalom 20e Parallelreuzenslalom |
| 2017 | Sierra Nevada | 18e Parallelslalom                          |

### Wereldbeker
Eindklasseringen
| Seizoen   | PAR | PGS | PSL |
| --------- | --- | --- | --- |
| 2011/2012 | 67e | –   | –   |
| 2012/2013 | 24e | 41e | 13e |
| 2013/2014 | 12e | 19e | 9e  |
| 2014/2015 | 17e | 17e | 17e |
| 2015/2016 | 16e | 21e | 13e |
| 2016/2017 | 22e | 22e | 21e |
| 2017/2018 | 14e | 17e | 5e  |